# Hatem Ben Arfa
Hatem Ben Arfa (født 7. marts 1987 i Clamart, Frankrig) er en fransk fodboldspiller, der spiller for den franske Ligue 1-klub Paris Saint-Germain som han har spillet for siden juni 2016. Han har desuden tidligere repræsenteret Olympique Lyon, som han vandt fire franske mesterskaber med. Med Marseille vandt han mesterskabet i 2010.

## Landshold
Ben Arfa debuterede for det franske landshold den 13. oktober 2007 i en kamp mod Færøerne og fik en fremragende debut, da han scorede det sidste mål i den franske sejr på 6-0. Pr. september 2014 står Ben Arfa noteret for 13 landskampe og to mål.

## Titler
Ligue 1
- 2005, 2006, 2007 og 2008 med Olympique Lyon
- 2010 med Olympique Marseille

Coupe de France
- 2008 med Olympique Lyon